# Цвинтар Мадлен
Цви́нтар Мадле́н (фр. Cimetière de la Madeleine) — колишній цвинтар у 8-му окрузі Парижа, один з чотирьох (інші: Еррансі, Пікпюс, Сен-Маргеріт) на якому були поховані страчені на площі Революції (нині площа Згоди), під час Великої французької революції 1789-1799 років.

## Розташування

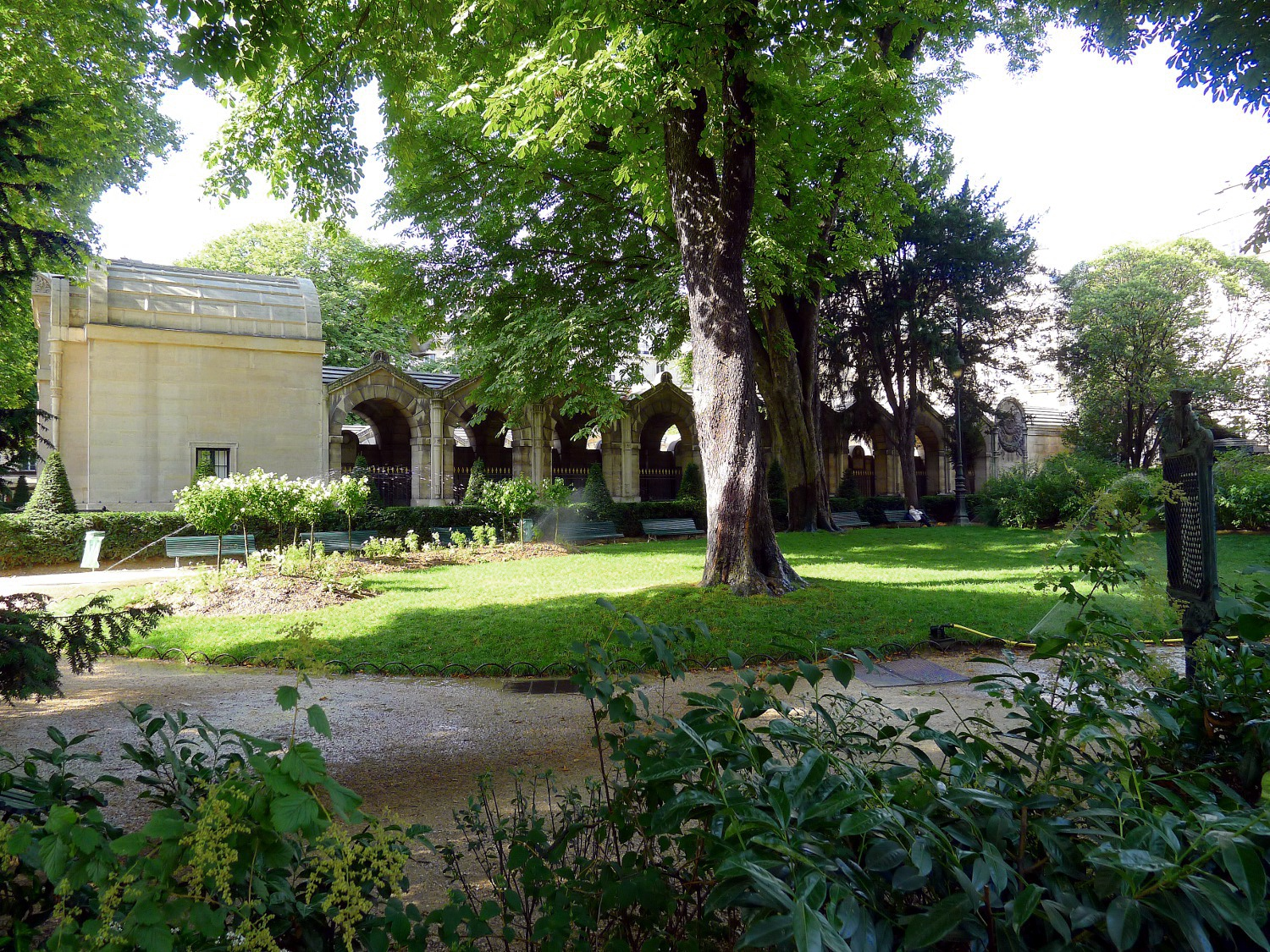
Сквер Людовика XVI

Територія колишнього цвинтаря Мадлен розташоване між вулицями: Паскує на сході, на півдні — Матурінс, на заході — Анжу, та на півночі — бульваром Осман у 8-му окрузі Парижа.
На території яку займав цвинтар Мадлен нині розташовується сквер Людовика XVI, створений у 1865 році, та Каплиця спокути, яку збудували у 1815-1826 роках в стилі пізнього неокласицизму за проектом архітектора П'єра-Франсуа-Леонара Фонтена.

## Історія
У 1720 році парафія Сент-Мадлен де-ла-Віль-Левек купила ділянку землі 45 на 19 метрів, для облаштування на ній третього за ліком парафіяльного цвинтаря.

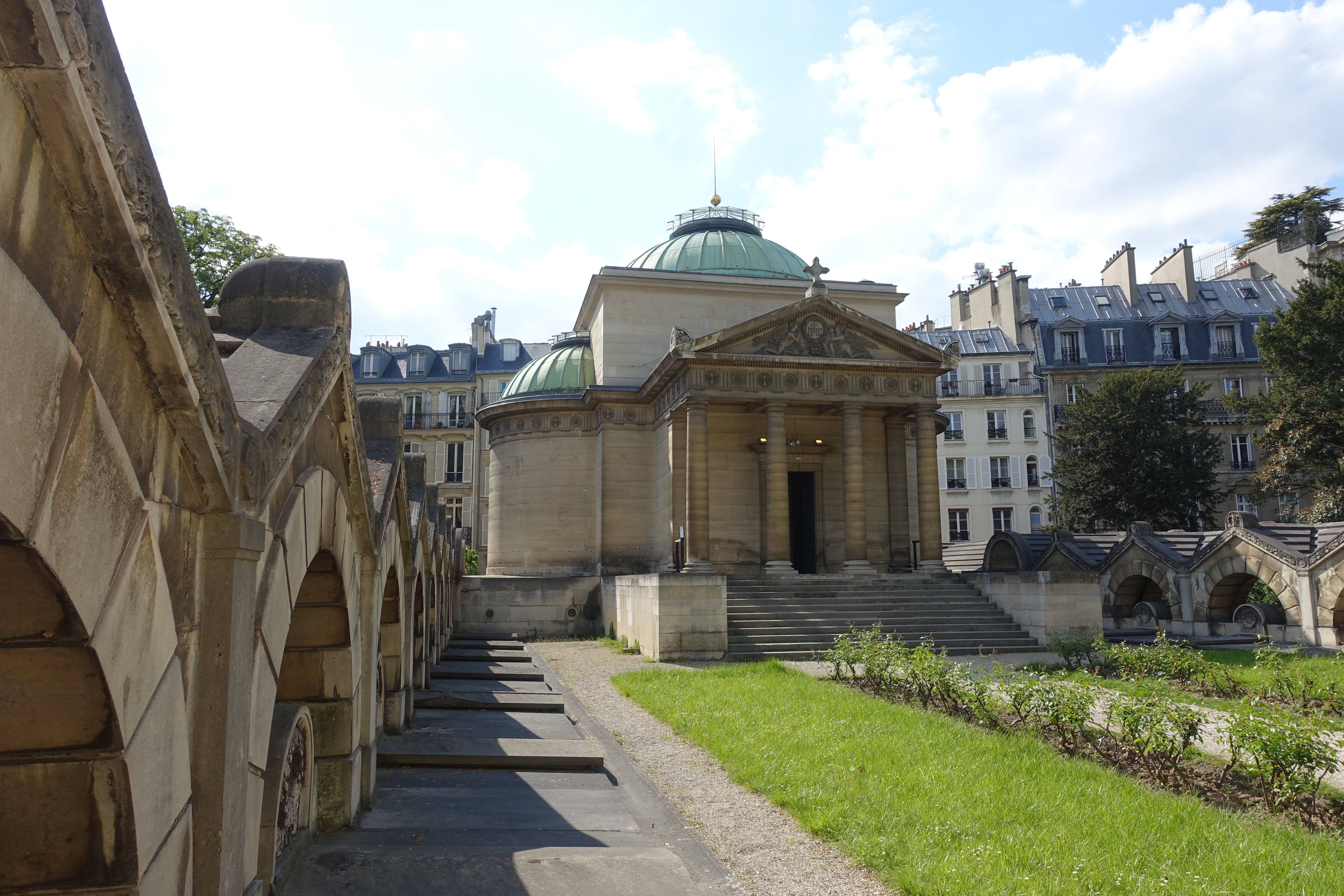
Каплиця спокути

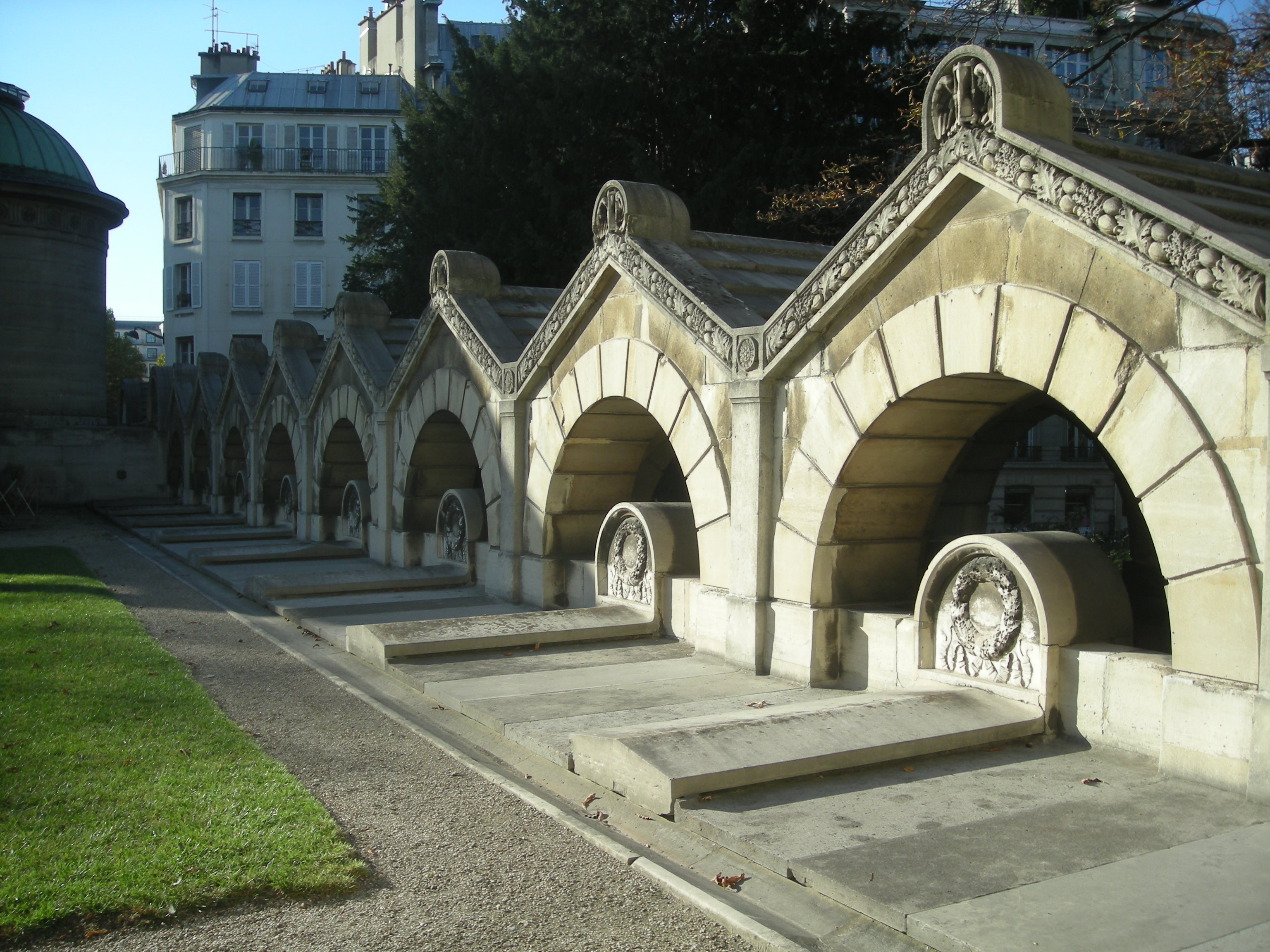
Символічні гробівці, у пам'ять про похованих на колишньому цвинтарі Мадлен

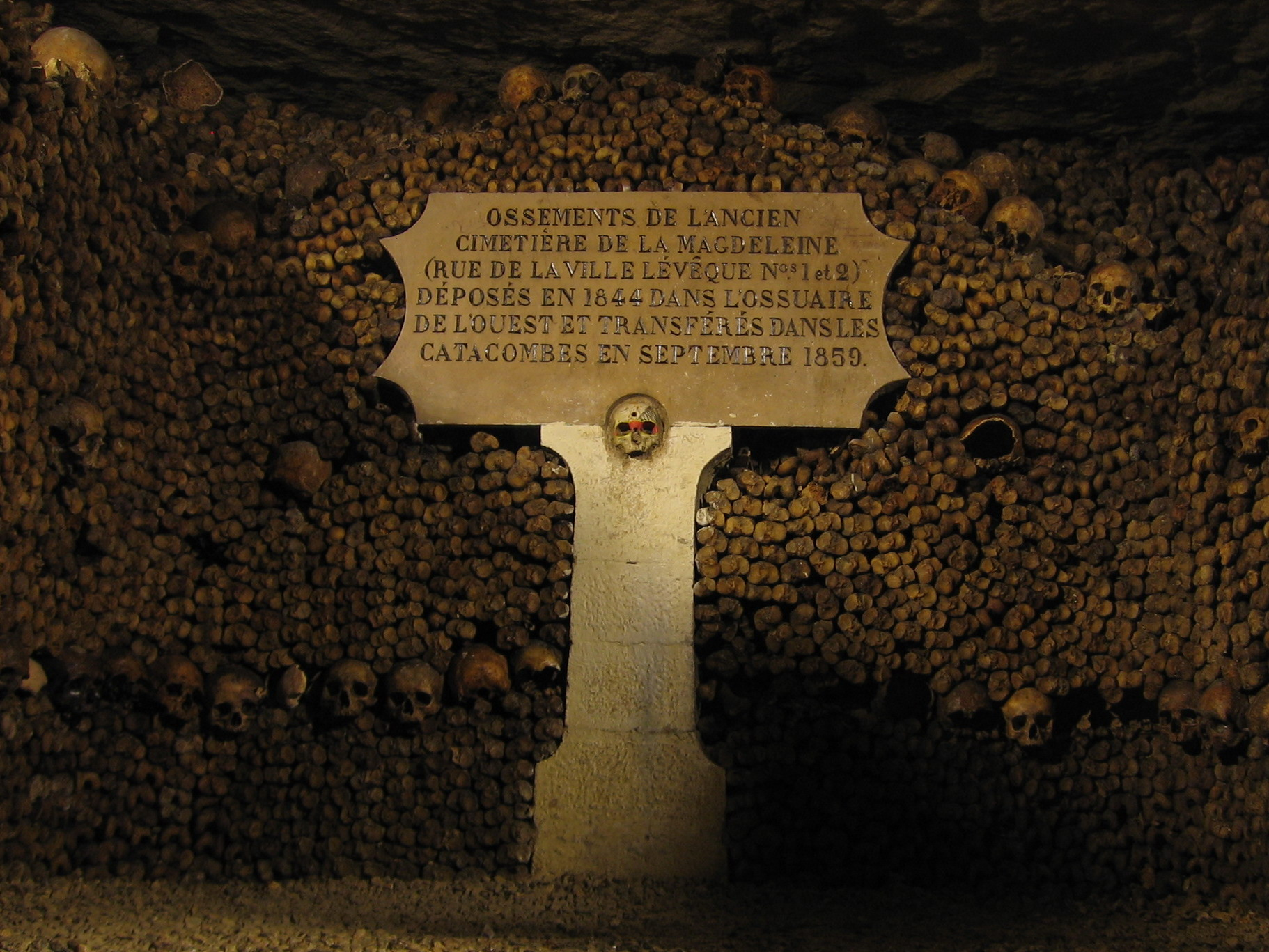
Перепоховані з цвинтаря Мадлен у Паризьких катакомбах

25 березня 1794 року цвинтар Мадлен був закритий, офіційне пояснення: через заповненість та з санітарних міркувань. Земля цвинтаря була продана муляру.
3 червня 1802 року територію колишнього цвинтаря купив адвокат-рояліст П'єра-Луїса Олів'є Десклео, який мешкав неподалік. Він відділив територію колишнього цвинтаря від вулиці двома плакучими вербами та кипарисами.
11 січня 1815 року територію колишнього цвинтаря придбав король Людовик XVIII, який вирішив перепоховати останки короля Людовика XVI та королеви Марії-Антуанетти у базиліці Абатства Сен-Дені. Вони були ексгумовані 18 та 19 січня, а 20 січня 1815 року перепоховані у базиліці Сен-Дені. Король Людовик XVIII розшукував на цвинтарі також могилу своєї сестри Єлизавети, яку було гільйотиновано 10 травня 1794 року, але не знайшов.
У 1844 році з цвинтаря Мадлен усі поховання були перенесені на цвинтар Еррансі, а у травні 1795 року в Паризькі катакомби у районі Монпарнас.

## Відомі особи, які були поховані на цвинтарі
Під час Французької революції ґільотованих на площі Революції ховали на цвинтарі Мадлен у спеціально викопаних та оброблених негашеним вапном, для прискорити процес розкладання, траншеях. Поховання не мали жодних надписів, тому точно невідомо скільки було поховано на цвинтарі.
За ріжними оцінками кількість жерт варіюють від сотень до трьох тисяч. За свідченням П'єра-Луїса Олів'є Десклео з 26 серпня 1792 по 13 червня 1794 року на цвинтарі було поховано 1343 ґільотованих.
- Людовик XVI (21 січня 1793)
- Марія-Антуанетта (16 жовтня 1793)
- Шарлотта Корде (18 липня 1793)
- Олімпія де Гуж (3 листопада 1793)
- Луї-Філіп II[fr], герцог Орлеанський (6 листопада 1793)
- Манон Ролан (8 листопада 1793)
- Мадам дю Баррі (8 грудня 1793)
- Антуан-Шарль-Авґустин д'Алонвілль вбитий у палаці Тюїльрі (10 серпня 1792)
- Антуан-Нікола Кольєр де Ламарл'єр (27 листопада 1793)
- Шарль Анрі д'Естен (28 квітня 1794)
- Марія-Тереза-Луїза Савойська-Каріньян[fr], вбита під час вересневої різанини 1792 року.
- 133 особи, які були на святкуванні шлюбу Людовика XVI та Марії-Антуанетти 30 травня 1770 року
- швейцарські гвардійців, були вбиті у палаці Тюїльрі 10 серпня 1792 року.
- 22 жирондисти (31 жовтня 1793):

- Жак П'єр Бріссо
- Шарль-Луї Антибуль
- Жак Буало
- Жан-Батист Буайе-Фонфред
- Жан-Луї Карра
- Ґаспар-Северин Дюкастель
- Жан-Франсуа Дюкос
- Шарль Елеонор Дюфріш-Валазе
- Жан Дюпрат
- Клод Фоше
- Жан-Франсуа-Мартен Ґардьєн
- Арман Жансонне
- Жак Лаказе
- Марк Давид Лассур
- Клод Ромен Лоз-Дюперре
- П'єр Легарді
- Бенуа Лестер-Бове
- Аґріколь Мінвієлль
- Шарль Брюлар де Сіллері
- П'єр Віктюрніен Верньо
- Луї-Франсуа-Себастьєн Віже

- Жак-Рене Ебер та його прихильники «еберисти» (24 березня 1794) — останні поховані на цвинтарі.